# اشتامهام
اشتامهام (به آلمانی: Stammham, Altötting) یک شهر در آلمان است که در بایرن واقع شده‌است.

## خصوصیات
اشتامهام ۵٫۶۷ کیلومترمربع مساحت دارد ۳۶۹ متر بالاتر از سطح دریا واقع شده‌است.